# Saison 1 de Hudson et Rex
Chronologie
Saison 2
Cet article présente le guide des épisodes de la première saison de la série télévisée canadienne Hudson et Rex.

## Distribution
- John Reardon (en) (VF : Anatole de Bodinat) : détective Charlie Hudson, équipier de Rex
- Mayko Nguyen (VF : Laurence Dourlens) : chef de police scientifique Sarah Truong
- Kevin Hanchard (en) (VF : Jean-Baptiste Anoumon) : Superintendent Joseph Donovan
- Justin Kelly : spécialiste informatique Jesse Mills
- Diesel vom Burgimwald : Rex
- Raven Dauda : Sergent Jan Renley, dresseur de Rex

## Épisodes

### Épisode 1:Course contre la montre
- Canada : 25 mars 2019 sur Citytv
- Québec : 7 avril 2020 sur Max
- France : 21 juin 2020 sur France 3

- Canada : 222 000 téléspectateurs[1]

### Épisode 2:Une mort spectaculaire
- Canada : 1er avril 2019 sur Citytv
- Québec : 14 avril 2020 sur Max
- France : 21 juin 2020 sur France 3

- Canada : 297 000 téléspectateurs[2]

### Épisode 3:Hantés par le passé
- Canada : 8 avril 2019 sur Citytv

- Canada : 240 000 téléspectateurs[3]

### Épisode 4:Sur les bancs de la fac
- Canada : 8 avril 2019 sur Citytv

- Canada : 320 000 téléspectateurs[4]

### Épisode 5:L'Amie des bêtes
- Canada : 22 avril 2019 sur Citytv

- Canada : 404 000 téléspectateurs[5]

### Épisode 6:Morts mystérieuses
- Canada :  sur Citytv

### Épisode 7:Essai clinique
- Canada : 13 juin 2019 sur Citytv

### Épisode 8:Chaud devant
- Canada : 20 juin 2019 sur Citytv

### Épisode 9:Un meurtre bien huilé
- Canada : 27 juin 2019 sur Citytv

### Épisode 10:Tout un art
- Canada : 4 juillet 2019 sur Citytv

### Épisode 11:Sang et eau
- Canada : 11 juillet 2019 sur Citytv

### Épisode 12:Trou noir
- Canada : 18 juillet 2019 sur Citytv

- Canada : 626 000 téléspectateurs[6]

### Épisode 13:La vérité est ailleurs
- Canada : 25 juillet 2019 sur Citytv

- Canada : 626 000 téléspectateurs[7]